# JR-Maglev
Japan Rail Maglev ili JR-Maglev je eksperimentalni magnetno levitacijski vlak kojeg razvija Institut za željezničko tehnička istraživanja, pridužen Japanskim željeznicama. Dana 2. prosinca 2003. kompozicija od tri vagona postigla je maksimalnu brzinu od 581 km/h.
U odnosu na konkurenciju, ovaj sustav je smišljen tako, da je potrebno postići male brzine na kotačićima, koji se kasnije uvuku, te samo magneti zadržavaju vozilo.
Novije smišljeni sustavi magnetske levitacije uopće ne koriste pomoćne vodilice, osim magnetske sile, te time smanuju trenje i trošenje materijala, jer ne postoji fizički dodir.

## Poveznice
- Magnetno levitacijski vlak